# Le Manoir (Calvados)
Le Manoir település Franciaországban, Calvados megyében. Lakosainak száma 200 fő (2022. január 1.). Le Manoir Bazenville, Ryes, Sommervieu, Vienne-en-Bessin és Creully sur Seulles községekkel határos.

## Népesség
A település népességének változása:
| Lakosok száma | 145  | 114  | 107  | 198  | 196  | 210  | 219  | 217  | 211  | 200  |
|               | 1968 | 1982 | 1990 | 2006 | 2013 | 2015 | 2017 | 2019 | 2020 | 2022 |